# 仙波兵庫
仙波 兵庫（せんば ひょうご、1860年3月24日（万延元年3月3日）- 1940年（昭和15年）9月23日）は、明治から昭和前期の実業家・政治家。衆議院議員。

## 経歴
常陸国茨城郡犬田村（笠間県茨城郡犬田村、茨城県茨城郡犬田村、西茨城郡犬田村、西那珂村大字犬田、岩瀬町犬田を経て現桜川市犬田）で生まれた。漢学を修め、農業を営む。
若くして自由民権運動に加わり、1879年（明治12年）に犬田村で政談演説会を催し1880年（明治13年）私塾「研光社」を設立して民権思想を伝えた。自由党の結成に参画。1884年（明治17年）加波山事件に連座して検挙され、約二年間投獄された。
大阪事件後は自由民権運動への熱意を失い、実業界で活動。仙波組を組織して組長となり水戸鉄道の敷設に従事。その他、岩瀬物産運輸副社長、金井運送取締役、東京肥料取締役、常陸石材工業社長、日本石材社長、常総鉄道専務委員などを務めた。
政界では、学務委員、西那珂村会議員、西茨城郡会議員などに在任。1887年（明治20年）茨城県会議員に選出され1892年（明治25年）まで在任し、同常置委員、徴兵参事員なども務めた。
1903年（明治36年）3月の第8回衆議院議員総選挙（茨城県郡部、立憲政友会）で当選し、衆議院議員に1期在任した。

## 国政選挙歴
- 第1回衆議院議員総選挙（茨城県第3区、1890年7月、自由党）落選[8]
- 第5回衆議院議員総選挙（茨城県第3区、1898年3月、自由党）次点落選[9]
- 第6回衆議院議員総選挙（茨城県第3区、1898年8月、憲政党）次点落選[9]
- 第7回衆議院議員総選挙（茨城県郡部、1902年8月、立憲政友会）落選[7]
- 第8回衆議院議員総選挙（茨城県郡部、1903年3月、立憲政友会）当選[7]
- 第9回衆議院議員総選挙（茨城県郡部、1904年3月、自由党）落選[7]